# Lloyd Mondory
Lloyd Mondory (Cognac, 1982. április 26. –) francia profi kerékpáros. 2015-ben 4 évre eltiltották a versenyzéstől az EPO használatáért.

## Eredményei
| 2005 3. - GP de Denain 5., összetettben - Tour de Picardie 6. - Tour de Vendée 6. - Boucles de la Mayenne 8. - Delta Profronde van Midden-Zeeland 10. - Ühispanga Tartu GP 2006 3. - Dwars door Vlaanderen 4. - GP Cholet - Pays de Loire 4. - Tro-Bro Léon 4. - Tour de Vendée 5. - GP de Denain 7. - GP de la Ville de Rennes 7. - GP de Villers-Cotteręts 8. - Trofeo Alcudia 10. - Polynormande 2007 5. - Tro-Bro Léon 7. - Châteauroux Classic de l'Indre 8. - Le Samyn 2008 1., Hegyi összetettben - Tirreno - Adriatico 1. - GP Kanton Aargau - Gippingen 1., 2. szakasz - Párizs - Corrèze | 2009 5. - Route Adélie de Vitré 6., összetettben - Circuit Franco-Belge 9. - Polynormande 2010 3. - Tro-Bro Léon 4. - Route Adélie de Vitré 4. - Polynormande 6. - Memorial Rik Van Steenbergen 9. - Le Samyn 9. - Scheldeprijs 2011 1., 2. szakasz - Etoile de Bessèges 2., GP de la Somme 5. - Gent–Wevelgem 6. - Le Samyn 7., összetettben - Paris - Corréze 8. - GP Kanton Aargau - Gippingen 2012 5., - Tour du Finistère 5., - Boucles de l’Aulne 6., - Tro-Bro Léon 6., - Boucles de l’Aulne 7., - Omloop Het Nieuwsblad 8., - Párizs–Bourges 9., - Dwars door Vlaanderen 2014 1., - Vuelta a Burgos, 4. szakasz 6., összetettben - Tour de Wallonie 2015 7., - Clásica de Almería |

## Grand Tour eredményei
| Grand Tour | 2007 | 2008 | 2009 | 2010 | 2011 | 2012 | 2013 | 2014    | 2015 |
| ---------- | ---- | ---- | ---- | ---- | ---- | ---- | ---- | ------- | ---- |
| Giro       | 108. | -    | -    | -    | -    | -    | -    | -       | -    |
| Tour       | -    | -    | 133. | 118. | -    | -    | -    | -       | -    |
| Vuelta     | -    | 120. | -    | -    | 84.  | 104. | 114. | feladta | -    |